# Winthrop Harbor, Illinois
Winthrop Harbor är en ort (village) i Lake County, i delstaten Illinois, USA. Enligt United States Census Bureau har orten en folkmängd på 6 770 invånare (2011) och en landarea på 12,1 km².